# Sphaeroma venustissimum
Sphaeroma venustissimum là một loài chân đều trong họ Sphaeromatidae. Loài này được Monod miêu tả khoa học năm 1931.